# Mytilicola porrecta
Mytilicola porrecta is een eenoogkreeftjessoort uit de familie van de Mytilicolidae. De wetenschappelijke naam van de soort is voor het eerst geldig gepubliceerd in 1954 door Humes.